# Stora pesten i Marseille

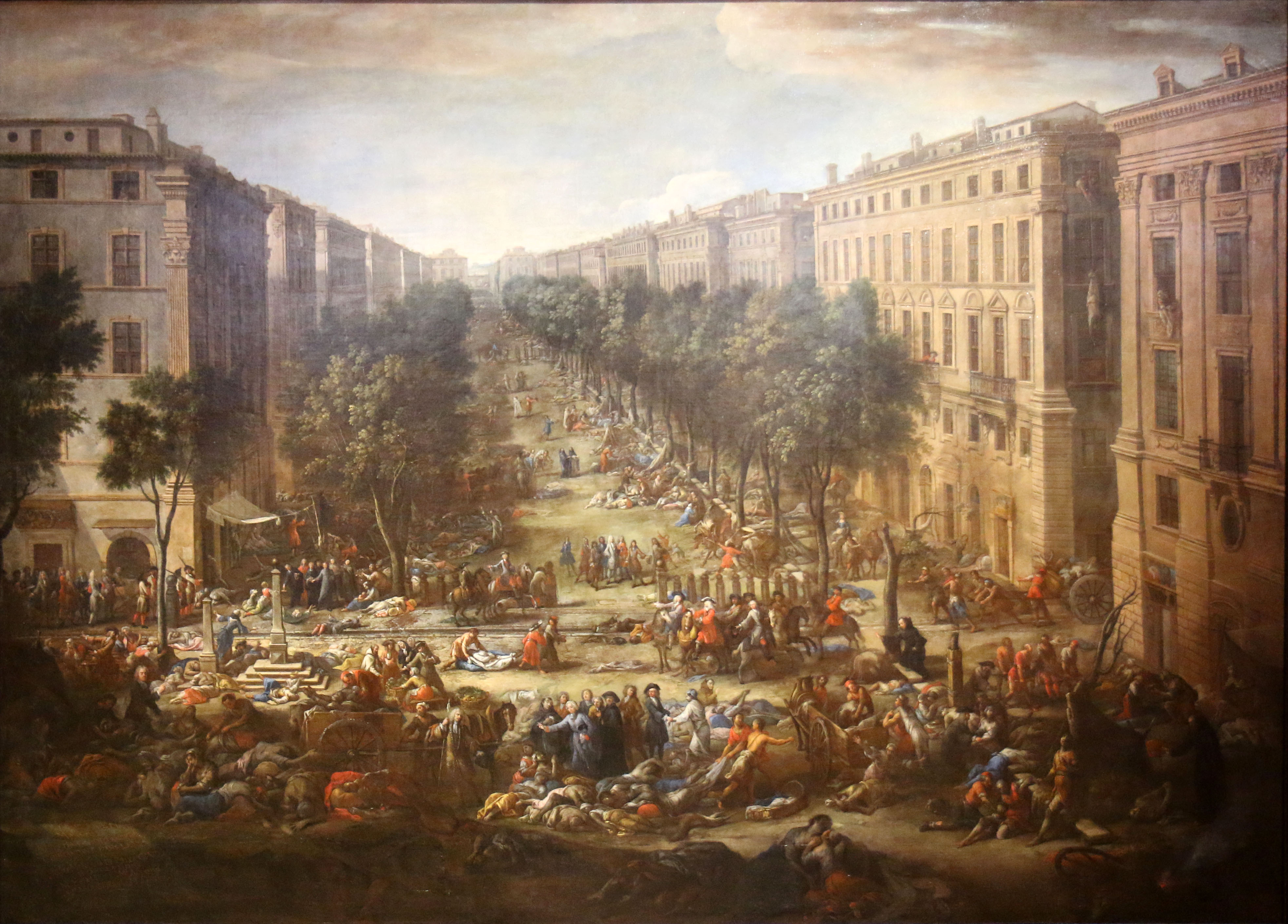
Stora pesten i Marseille

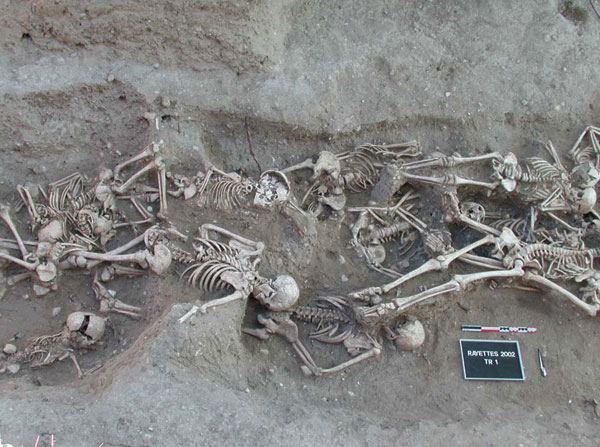
Bubonic plague victims-mass grave in Martigues, France 1720-1721

Den stora pesten i Marseille var en böldpestepidemi som drabbade Marseille och dess omgivande provinser i Frankrike mellan 1720 och 1722. Den räknas som det senaste större utbrottet av böldpest i Europa. Den orsakade omkring 100 000 människors död, varav 50 000 i staden.